# Lanzahíta
Lanzahíta è un comune spagnolo di 895 abitanti situato nella comunità autonoma di Castiglia e León.